# وهيتلي (تشيشير)
وهيتلي (بالإنجليزية: Whitley, Cheshire)‏ هي قرية وأبرشية مدنية تقع في المملكة المتحدة في إنجلترا. يقدر عدد سكانها بـ 540 نسمة .